# 1999年度TVB8金曲榜頒獎典禮得獎名單
1999年度TVB8金曲榜頒獎典禮

## 得獎名單

### TVB8金曲榜最佳合唱歌曲獎
- 笨小孩 - 劉德華、吳宗憲、柯受良

### TVB8金曲榜最佳組合獎
- 動力火車

### TVB8金曲榜最佳新人獎
- 林曉培

### TVB8金曲榜最佳作曲獎
- 月亮惹的禍 - 張　宇

### TVB8金曲榜最佳作詞獎
- 忘記我還是忘記他 - 張政群

### TVB8金曲榜最佳編曲獎
- 你是我的女人 - Kenny G、Dan Shea、Walter Afanasieff

### TVB8金曲榜最佳歌曲監製獎
- 我最搖擺 - 庾澄慶

### TVB8金曲榜最佳音樂錄影帶獎
- 我最搖擺 - 庾澄慶
- 三秒鐘 - 陳慧琳
- 渴望無限Ask For More - 郭富城

### TVB8金曲榜人氣男歌手獎
- 張　宇

### TVB8金曲榜人氣女歌手獎
- 那　英

### TVB8金曲榜最佳男歌手獎
- 劉德華

### TVB8金曲榜最佳女歌手獎
- 王　菲

### TVB8金曲榜金曲金獎
- 渴望無限Ask For More - 郭富城